# Гылыджов, Чары Байрамович
Чары Байрамович Гылыджов (туркм. Çary Baýramowiç Gylyjow; род. 1974, Сандыкгачы, Марыйский велаят) — туркменский государственный деятель.

## Биография
Родился в 1974 году в генгешлике Сандыкгачы Тахта-Базарского района Марыйской области.
Образование высшее. В 1996 году окончил Туркменский государственный университет имени Махтумкули по специальности правовед.
1996—1997 — работал на различных должностях в прокуратуре города Балканабат.
1999—2001 — работал на различных должностях в прокуратуре Балканского велаята.
2001—2003 — прокурор, старший прокурор информационно-методической группы управления по надзору за законностью судебных постановлений Генеральной прокуратуры Туркменистана.
2003—2005 — исполняющий обязанности заместителя начальника управления по надзору за законностью судебных постановлений Генеральной прокуратуры Туркменистана.
2005—2012 — заместитель прокурора города Ашхабада.
В 2012 году назначен заместителем председателя Высшей контрольной палаты Туркменистана.
С февраля 2016 года по 11.04.2018 год — председатель Высшей контрольной палаты Туркменистана.
С 11.04.2018 года — заместитель Председателя Кабинета Министров Туркменистана.

## Награды и звания
Награждён медалью «За любовь к Отечеству» (туркм. Watana bolan söýgüsi üçin)